# Моите неписани мемоари
„Моите неписани мемоари“ (на немски: Meine ungeschriebenen Memoiren) е повест от немската писателка Катя Ман (1883-1980), публикувана през 1974 г.
От „неписаните“ мемоари на Катя Ман не се узнава почти нищо ново и изненадващо за творчеството на великия ѝ съпруг, „последния представител на една велика епоха“, както самият Томас Ман се определя. Всичко важно отдавна е изложено и сакрализирано в обширната му естетика, както и в планината от съчинения върху създаденото от него. Но от тази неголяма книга се научава нещо, което липсва другаде – долавя се атмосферата и стила на един живот, от който израства гигантско литературно дело; читателят прониква в умението да се изграждат най-благоприятните условия за творческо себепостигане на голямата личност; разбира онова всекидневно изкуство на човека от втори план, на една жена, която никога не се изявява, защото смята това за нередно, но като съпруга, майка и спътница създава свой житейски шедьовър.
Шедьоврите
През 1924 г. излиза романът „Вълшебната планина“, книгата, която е държала своя автор в магически плен цели дванадесет години. В основата ѝ са впечатленията, които Катя Ман добива от престоя си в санаториум за гръдоболни в Давос през 1912 г. Тя разказва на мъжа си случки и дочути истории, описва му човешки образи и душевни състояния, споделя свои наблюдения и мисли, но после изрично подчертава, че не е взела участие в написването на книгата: само е създала предпоставките, организирала е уюта и спокойствието на творящия човек, насочила е съзнанието му, подкрепяла го е с непрестанна отзивчивост и вяра, бранила го е от делничните грижи и агресивната възбуда на околните. За онези години синът ѝ Клаус Ман си спомня в книгата „Повратната точка“: „Сред общата обърканост имаше само един човек, който обхващаше цялостно сложните драми и интереси на различните обитатели и гости на дома ни – това беше моята майка. Тя привидно забравяше или объркваше най-простите неща, но притежаваше организаторски гений, произлизащ не от разума, а от сърцето. Основният ѝ интерес бе насочен винаги към благополучието и творчеството на баща ни, но все пак тя успяваше да се заеме и с нашите истории, да подкрепя и приятелите ни с отзивчивост и умен съвет. Цялата къща отиваше при нея – всеки с грижите, надеждите и оплакванията си.“
Животът наоколо е изпълнен със заплахи за духа, с мъчителни или радостни събития, които еднакво завладяват съзнанието и го откъсват от художествените задачи. През 1927 г. се самоубива и втората сестра на Томас Ман, заплетена в неизяснени обстоятелства. А през 1929 година идва Нобеловата награда и писателят пътува за Стокхолм заедно с жена си. Тя непрекъснато е до него, край него, като духовен „оръженосец“ или просто ангел-хранител. „Очерк за моя живот“ (1930) Томас Ман приключва с думите: „Дължа безкрайна благодарност на жената, която вече почти двадесет и пет години споделя всичко в моя живот, този тежък, изискващ преди всичко търпение, но поддаващ се лесно на умора и объркване живот, който не зная как щеше да протече, ако не беше умната, смела и нежно-енергична подкрепа на изключителната ми спътница.“
Пътищата на емиграцията
Само три години по-късно ще започнат пътищата на емиграцията – Швейцария, Франция, отново Швейцария, накрая прекосяват океана. Семейството на Томас Ман е лишено от немско гражданство, в Германия националсоциализмът е опустошил духовния пейзаж на страната, в Испания е започнала Гражданската война – по фронтовете обикалят Клаус и Ерика Ман като военни кореспонденти, домът в Мюнхен с ценни книги и архив е конфискуван от нацистите, започнал е „страхът и мизерията на Третия райх“. При тези непосилни условия Томас Ман създава мамонтовата си творба – тетралогията „Йосиф и неговите братя“. Ето какво си спомня Клаус Ман за времето, когато семейството току-що се е преселило в САЩ:
„От девет сутринта до обед се вършеха вълшебства в кабинета – така бяхме свикнали, така си и оставаше, дори през тази година на изчакване. А онова, което майка ни вършеше и постигаше не само от девет до дванадесет, но през целия ден и винаги, навярно също бе някакво вълшебство. Енергията, възникваща от любов, запазва своята магическа сила и устойчивост. Тя не отслабва, изглежда неизчерпаема – тази вдъхновена от сърцето и подхранвана от съкровено чувство енергия. Спътница в живота на една трудна творческа личност, майка на шест деца, които от своя страна съвсем не са много лесни – колко дейно съучастие, колко съвети и утешения, колко снизходителност се очакват от нея! Задълженията и са безброй; безбройни са жертвите, които тя принася. Но задължения и жертви – това е за нея нещо естествено; 'Затова съм тук!' Докато върши чудеса, тя умее да се шегува. Макар да приема службата си съвсем сериозно, избягва тържествените физиономии и жестове; защото към нейната служба спада ведростта. Тя живее само за другите и почти не мисли за себе си: 'Та за какво? Аз не съм толкова важна...' Никой друг член на семейството не е толкова невзискателен. И все пак то нямаше да съществува без тази жена и тази майка. Какво ли щеше да стане от нас – от трудния творящ човек и от шестте не съвсем лесни деца, – ако малкият кръг не бе пазен и стоплян от неуморната енергия на тази любов?“
Семейството сред разрухата
Годините носят нови изпитания за духа и здравето на писателя. Започнала е Втората световна война; в емиграция умират родителите на Катя Ман; Томас Ман се подлага на тежка операция – рак на белите дробове. Въпреки всичко написва „Доктор Фаустус“, по настояване на жена си. През 1949 г. в Кан се самоубива Клаус, на другата година умира Хайнрих Ман – братът, с когото го е свързвала и разделяла обща литературна съдба, противоположни политически и естетически възгледи, все пак най-близкият му човек от любекското семейство. Отново преселване в Европа, изморителни пътувания, мъчителни срещи и подновени приятелства, почести и тревоги. Въпреки всичко написва „Избраникът“. И не са само думи на уважение и любов, които Томас Ман изрича за 70-ия рожден ден на своята съпруга, отпразнуван на 24 юли 1953 година в Цюрих, 2 години преди смъртта си:
'„Черният ангел, който разперва ръце и праща всекиго насаме с неговото небитие – наистина ли притежава той повеление и власт да извършва това във всеки от случаите? Не вярвам. Точно тези дни на нейната годишнина и цялата благодарност, възхищение и почит, които се отправят към нея, ме карат благочестиво да се съмнявам във възможностите на ангела. Онова, което е било, то ще остане като битие. Ние ще останем заедно, ръка за ръка, дори в царството на сенките. Ако на моето творчество, есенцията на битието ми, е отсъдена посмъртна слава, с мене, до мене ще живее тя. Докато хора си спомнят за мене, ще си спомнят и за нея. Ако потомците кажат добра дума за мене, тя ще се отнася същевременно за нея.“
Такава се възправя Катя Ман от своята книга, за да застине като символ на вярност и отдаденост на една „обща идея“. Читателят я вижда като „приказна принцеса“ в деня на сватбата ѝ – образ, изпълнил страниците на романа „Кралско височество“; – вижда я заобиколена от своите деца в Бад Тьолц на Изар, където семейството е купило малко имение, там – по спомени на Клаус Ман – тя е обличала своята „българска рокля“ от ленен плат с пъстри шевици; вижда я как с неимоверни усилия осигурява прехраната на челядта си в трудните години на Първата световна война; вижда я как с естествения си реализъм съветва своя мъж да издаде „Йосиф и неговите братя“ на части; но най-вече я вижда в ролята на Леонора от „Фиделио“, която предпазва съпруга си от наплива на делничните грижи и от всички нежелани посетители, смущаващи спокойствието и работния му ритъм.
Непишещата писателка
„В семейството ни трябва да има поне един човек, който не пише“, казва Катя Ман в началото на книгата си. И тя остава вярна на своята „нетворческа“ същност – мемоарите ѝ са всъщност преработени интервюта, дадени през 1970 година пред телевизията. В книгата се е загубило нещо от очарованието на разговора, от жестовете и мюнхенския акцент на близо деветдесетгодишната старица, но в нея е съхранен духът на семейната общност, а също мъдростта на едно почти библейско дълголетие, постигнато в епоха на войни, разруха и загуба на морални устои.
На своята петдесетгодишнина Томас Ман бе казал: „Ако имам някакво желание за посмъртна слава на моето творчество, то е да кажат за него, че е жизнерадостно, макар да познава и смъртта.“ За тази жизнерадост и в смъртта е допринесло трайното присъствие на единствената спътница, на голямата любима, на необикновената жена Катя Ман. От едно семейно писмо узнаваме, че още от младини тя мечтаела за надгробен паметник с надпис: